# Théodor Axentowicz
Teodor Axentowicz, (en arménien : Թեոդոր Աքսենտովիչ) est né le 13 mai 1859 à Braşov (alors dans le comitat de Brassó du Royaume de Hongrie), mort en 1938 à Cracovie, en Pologne, est un peintre polonais d'origine arménienne et professeur d'université. Artiste réputé de son époque, il fut aussi recteur de l'Académie des beaux-arts de Cracovie.

## Biographie
Peintre d'histoire, portraitiste, pastelliste, peintre de cartons de Vitraux, Teodor Axentowicz poursuit ses études à l'Académie des beaux-arts de Munich de 1879 à 1882 puis vient s'installer à Paris pour travailler dans l'atelier de Carolus-Duran. Il séjourne également en Angleterre. C'est principalement en réalisant des copies de tableaux du Corrège, de Titien et de Vélasquez qu'il se forme. 
Il réalise le carton d'un vitrail pour la cathédrale de Lemberg en 1886. Il figure au Salon des artistes français à Paris en 1888. Teodor Axentowicz termine sa carrière comme professeur à l'Académie des beaux-arts de Cracovie où il est cofondateur de la Sécession polonaise Sztuka.
Réputé comme portraitiste, il laisse des portraits de personnalités polonaises importantes Prince Władysław Czartoryski, Grand-duc Karl Stefan, Sarah Bernhardt et bien d'autres.

## Collections publiques
- l'Anachorète (1881), musée national de Varsovie
- La Fleuriste italienne (1882), musée national de Varsovie
- Portrait de jeune fille sur fond de paysage hivernal (1930), musée d'art de Lodz
- Portrait de Madame Avril de Sainte-Croix (1888), bibliothèque Marguerite Durand (Paris)

Œuvres de Teodor Axentowicz
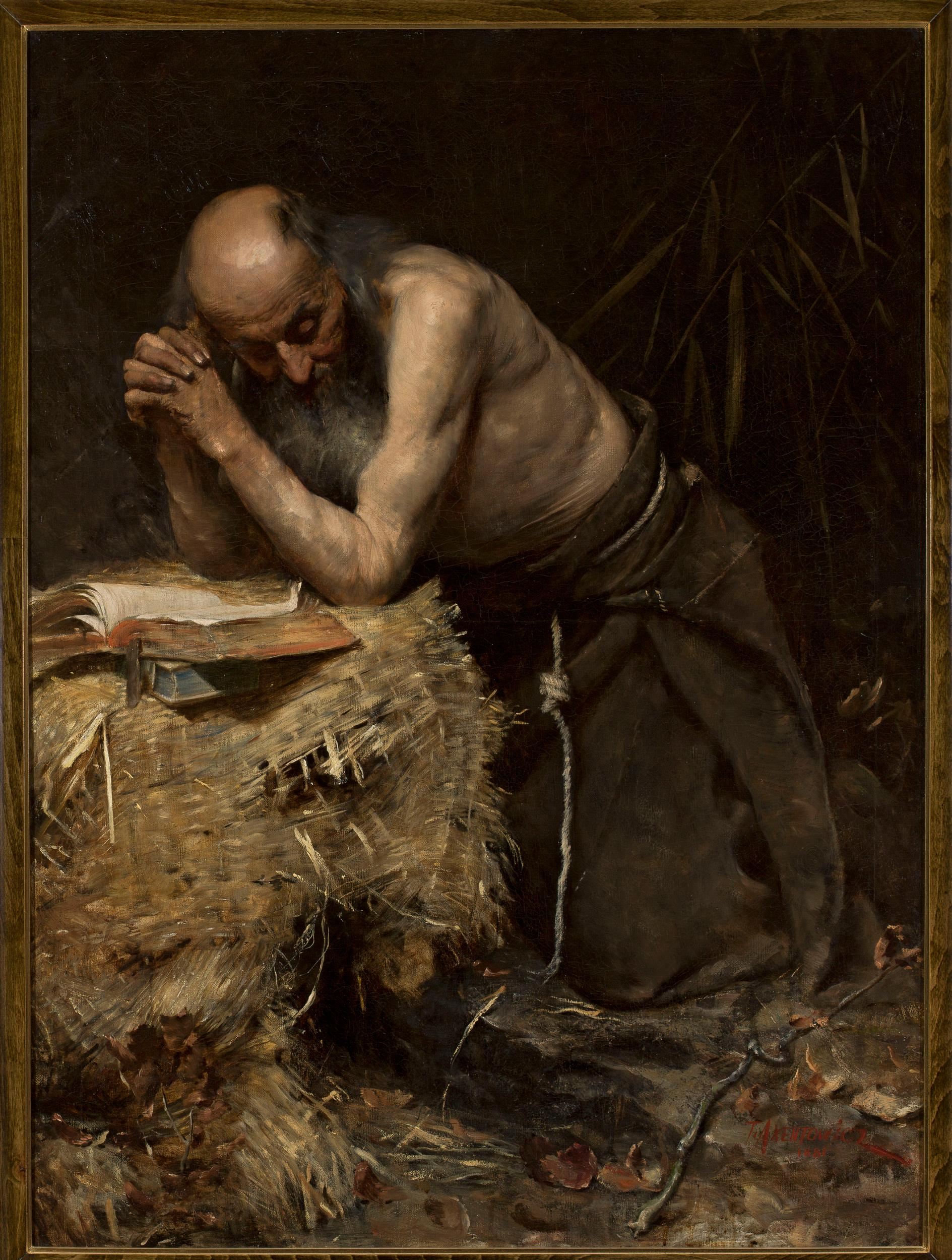
l'Anachorète (1881), musée national de Varsovie.
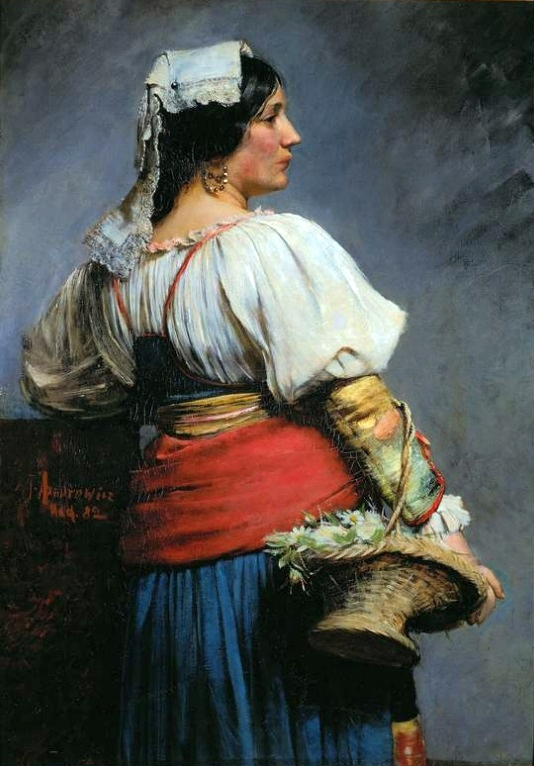
La Fleuriste italienne (1882), musée national de Varsovie.
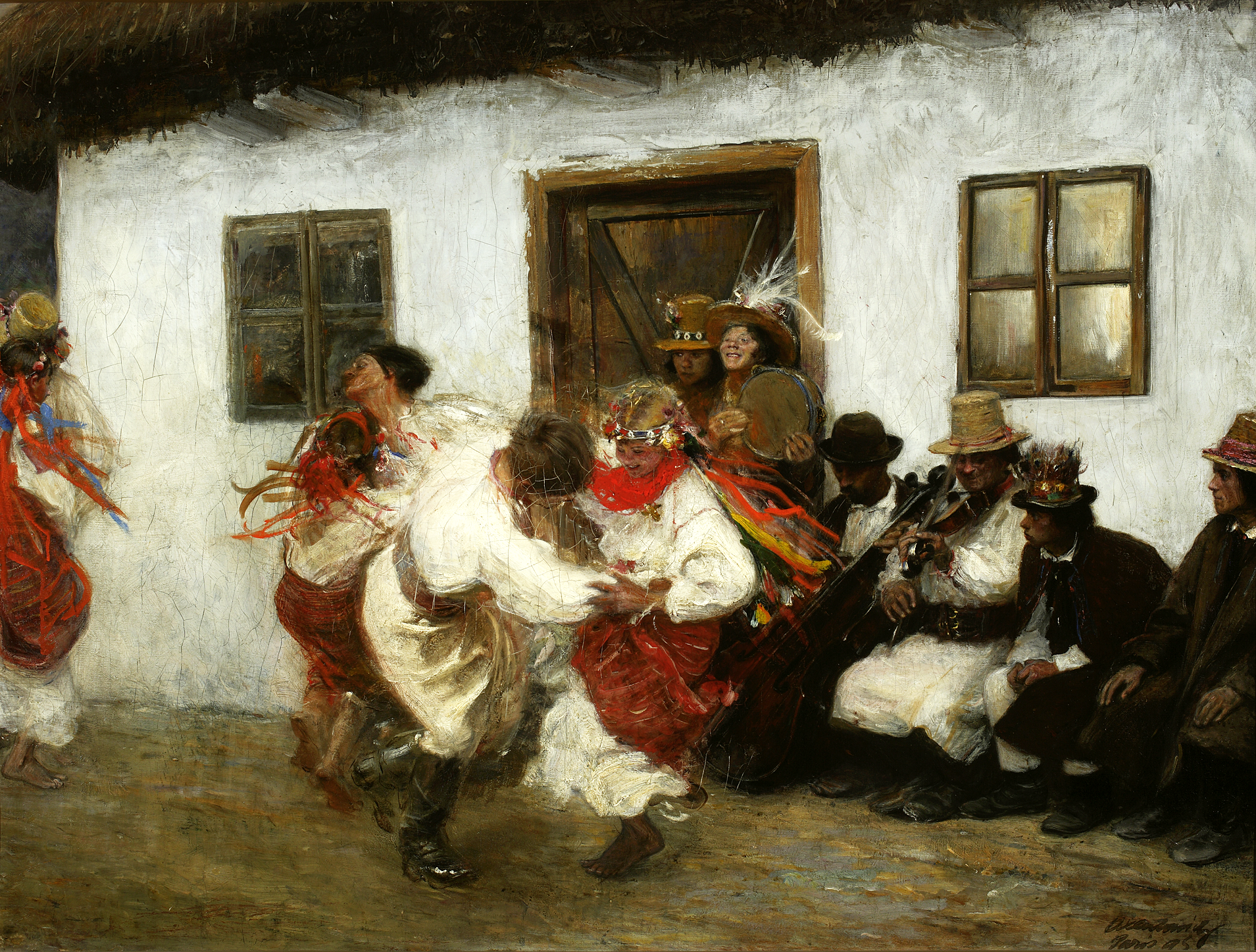
Kolomeyka (1895), musée national de Varsovie.
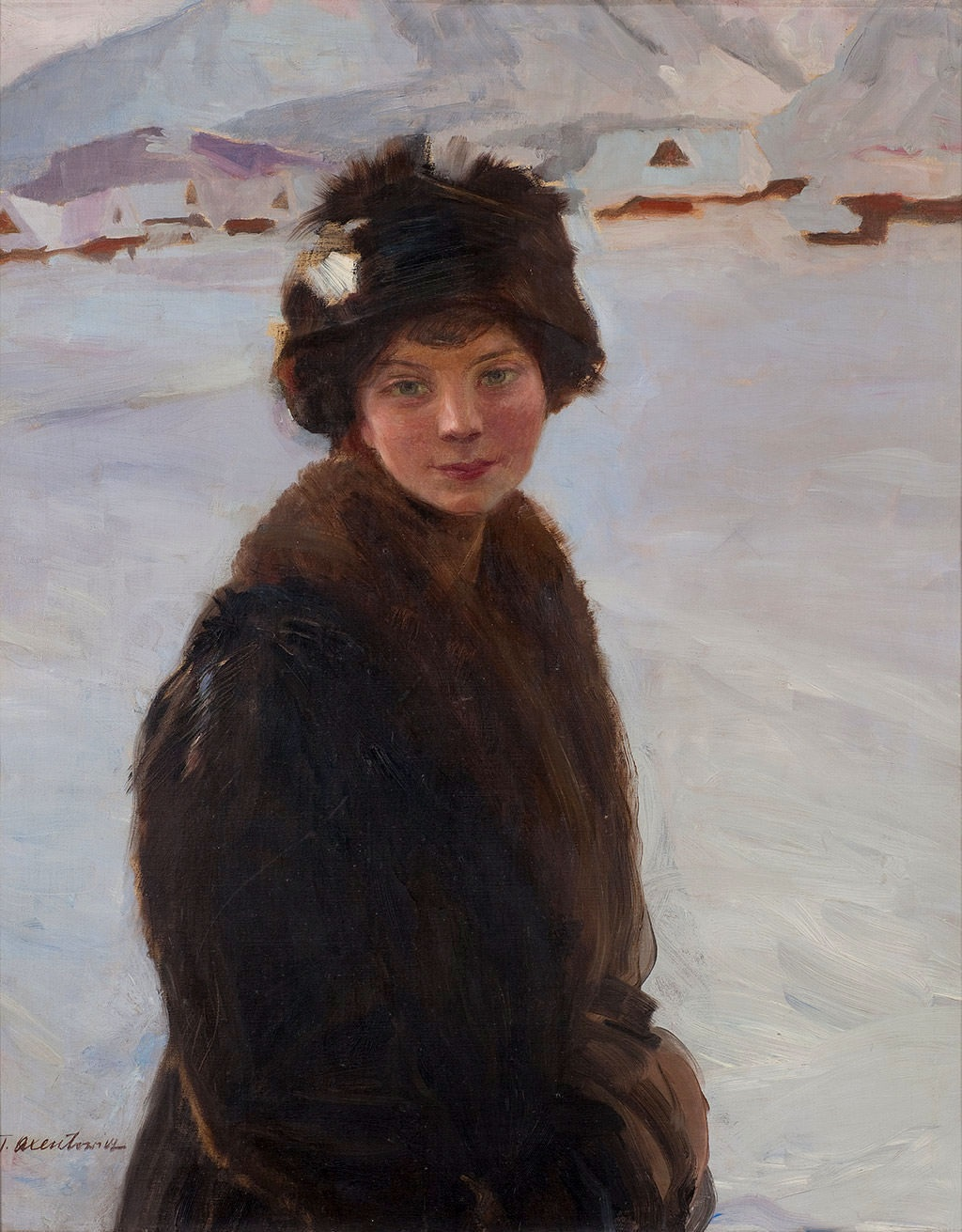
Portrait de jeune fille sur fond de paysage hivernal (1930), musée d'art de Lodz.